# Port lotniczy Ponta Delgada
Port lotniczy Ponta Delgada (IATA: PDL, ICAO: LPPD) – międzynarodowy port lotniczy położony 3 km na zachód od centrum Ponta Delgada, na wyspie São Miguel, na Azorach. Lotnisko nosi imię papieża Jana Pawła II.

## Kierunki lotów i linie lotnicze
| Linia lotnicza                | Kierunek |
| ----------------------------- | --- |
| Azores Airlines               | 1. Boston 2. Faro 3. Madera 4. Gran Canaria 5. Lizbona 6. Nowy Jork-JFK 7. Porto 8. Praia 9. Toronto-Pearson Sezonowo: 1. Barcelona 2. Bermudy 3. Bilbao 4. Frankfurt 5. Londyn-Gatwick 6. Mediolan-Malpensa 7. Montreal-Trudeau 8. Paryż-Charles de Gaulle |
| Binter Canarias               | Sezonowo: 1. Gran Canaria |
| British Airways               | Sezonowo: 1. Londyn-Heathrow |
| Edelweiss Air                 | Sezonowo: 1. Zurych |
| Iberia                        | Sezonowo: 1. Madryt |
| Lufthansa                     | Sezonowo: 1. Frankfurt |
| Ryanair                       | 1. Lizbona 2. Porto Sezonowo: 1. Londyn-Stansted 2. Norymberga |
| SATA Air Açores               | 1. Flores 2. Graciosa 3. Horta 4. Pico 5. Santa Maria 6. São Jorge 7. Terceira |
| Smartwings                    | Sezonowo: 1. Praga |
| Swiss International Air Lines | Sezonowo: 1. Genewa |
| TAP Air Portugal              | 1. Lizbona Sezonowo: 1. Porto |
| Transavia                     | Sezonowo: 1. Amsterdam 2. Paryż-Orly 3. Porto |
| TUI fly Belgium               | Sezonowo: 1. Bruksela |
| TUI fly Netherlands           | Sezonowo: 1. Amsterdam |
| United Airlines               | Sezonowo: 1. Newark |